# أطلس مايور

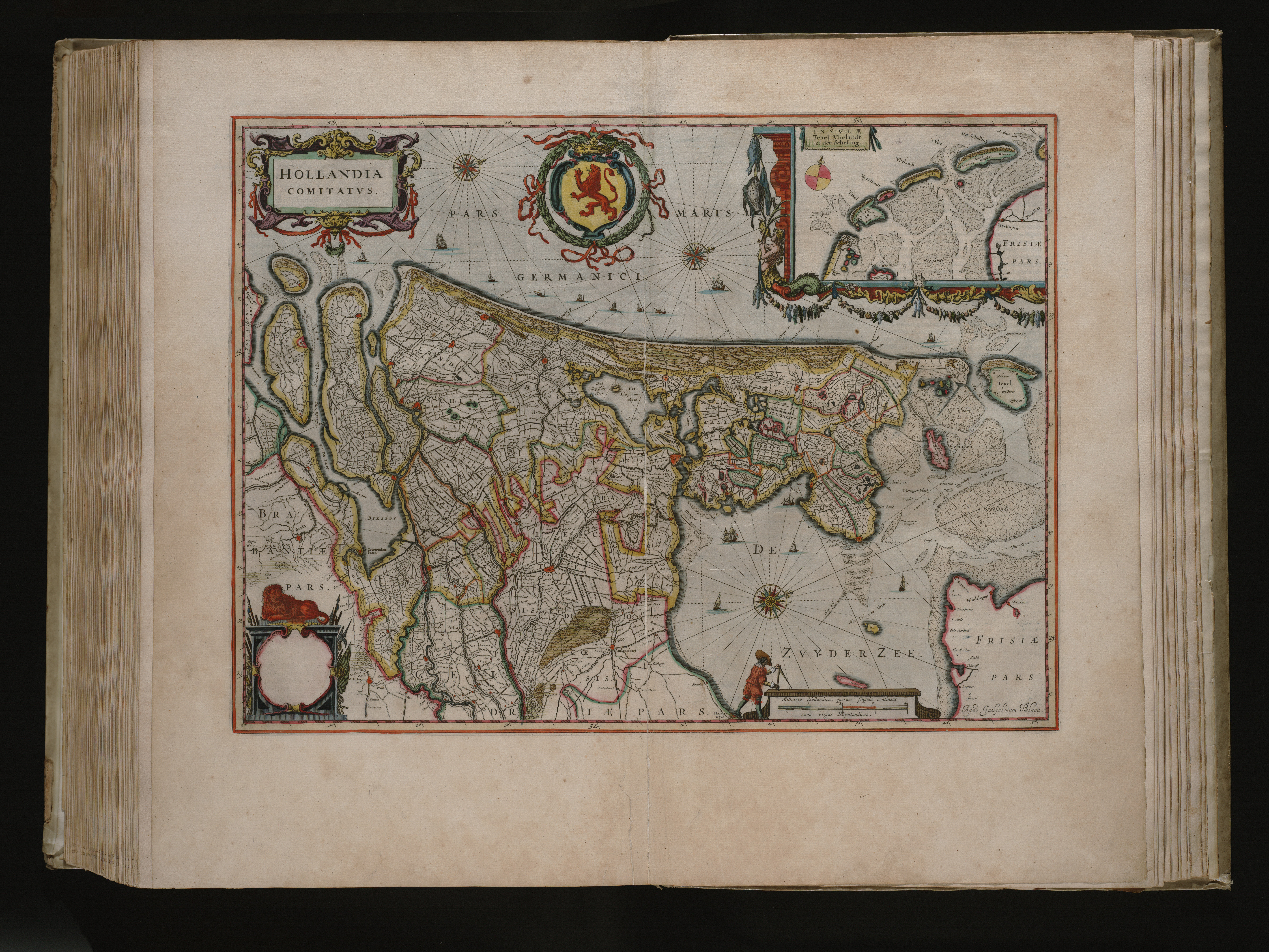
أطلس بلاو - لأراضي لايدن والمناطق المحيطة بها

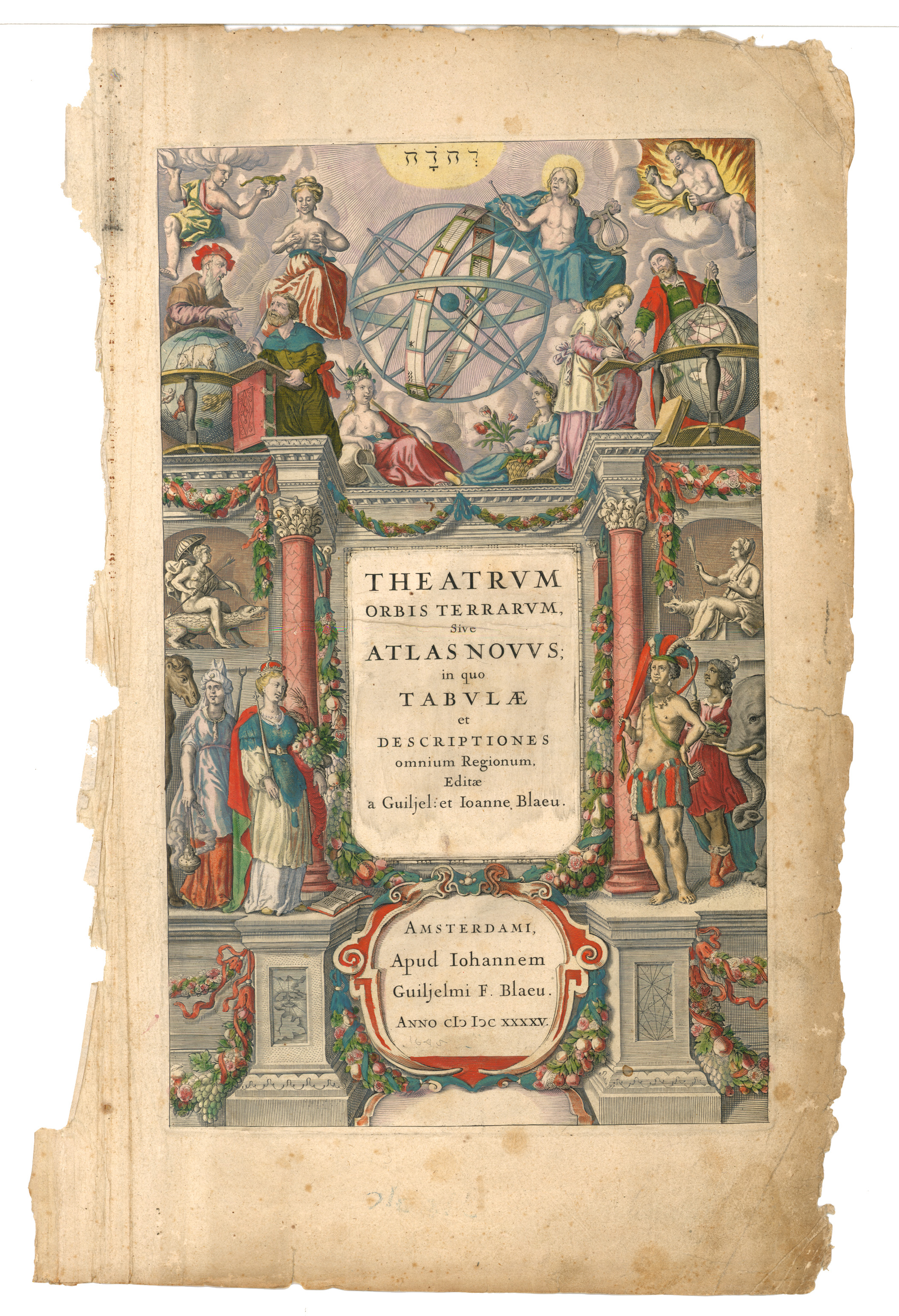
الصفحة الأولى، 1645

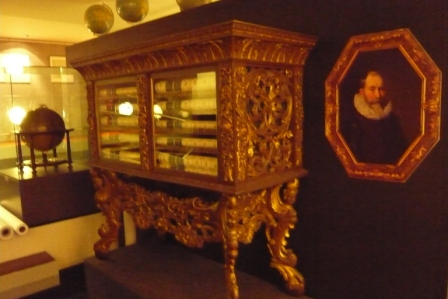
يتكون أطلس جوان وويليام بلاو من 11 مجلداً بجلد أبيض وأوراق ذهبية في خزانة خاصة لتحافظ عليه، بجانب صورة لويليم بلاو، كما توجد نسخة من مجموعات خاصة في جامعة أمستردام

يعتبر أطلس مايور النسخة الأخيرة من أطلس جوان بلاو، الذي تم نشره في أمستردام خلال 1662 و1672، حيث صدر (11 مجلداً) باللاتينية (12 مجلداً) بالفرنسية و(9 مجلدات) بالهولندية و(10 مجلدات) بالألمانية و(10 مجلدات) بالإسبانية، حيث تحتوي هذه المجلدات على 594 خريطة وحوالي 3000 صفحة من النصوص. وكان الكتاب الذي نشر في القرن السابع عشر الأكبر والأغلى. وتم إصدارها حديثا بحجم أصغر بكثير. بعنوان " ثيتروم أوربيس تيراروم، سِيف، أطلس نوفوس، والذي نشر من 1634 فصاعدا.

## تاريخه
استقر وليام بلاو في عام 1604 في مكان ما حوالي أمستردام حيث فتح متجر في دمارك، وقام بإنتاج وبيع الآلات العلمية، والكرة الجغرافية والخرائط. وكان أيضا، ناشراً ومحرراً ونحاتاً.
في عام 1629، اشترى ويليم بلاو العديد من صحائف الخرائط النحاسية من أرملة جودوكوس هونديوس الثاني. بعد ذلك، نشر ملحق أتلانتس أطلس ميركاتور في 1630، كما تحتوي على 60 خريطة، ولكنها بدون نص. وفي العام التالي نشرت طبعة جديدة، مع 98 خريطة ونصها الوصفي باللغة اللاتينية.
أعلن ويليم وابنه جوان بلاو إعلاناً عاماً في صحيفة أمستردام أنهما سيقومان بنشر أطلسهما الكامل في عام 1634. وقد أَنْجَزَ أطلسهما الأول في 1634 وأصدر بأربعة إصدارات مختلفة: أطلس نوفوس (الطبعة الألمانية، 208 خرائط بمجلدين، وثيتروم أوربيس تيراروم، سيف، أطلس نوفوس (الطبعة اللاتينية، 207 خرائط بمجلدين، بعنوان يشير إلى ثيتروم أوربيس تيراروم)، تونيل ديس إيردريكس (الطبعة الهولندية، أيضا 207 خرائط بمجلدين) وأخيرا مسرح دو موند أو نوفيل أتلس (الطبعة الفرنسية، 208 خرائط بمجلدين (مثل الطبعة الألمانية).
بعد وفاة والده في 1638، واصل جوان العمل مجددا على الاطلس ونشره. ونشرت الطبعة الثالثة من عام 1640 فصاعدا. كما نشر جوان بعد ذلك أطلس إنجلترا مع خرائط جون سبيد، وأطلس اسكتلندا (1654) مع خرائط تيموثي بونت وروبرت جوردون، ومارتينو مارتيني نوفوس أطلس سينينسيس (أطلس الصين، 1655)، وأضيفت المجلدات الرابعة والخامسة والسادسة بالتتالي من أطلس نوفوس بلاو.
ونشرت النسخة الأخيرة من الأطلس بأطلس مايور واحتوت594 خريطة في طبعات المجلدات، الحادي عشر (الطبعة اللاتينية: جغرافية كوفيا أو كوزموغرافي بلافيانا )، الثانية عشر ( الطبعة الفرنسية: الأطلس الكبير أو كوزموغرافي بلافيانا، الذي وصف بدقة الأرض والبحر والسماء بالضبط)، التاسعة (الطبعة الهولندية: أطلس غروتن، أو ويرلت-بيشكريفينغ، ويحتوي هذا الأطلس على رسومات للأرض والبحر والسماء) أو العاشرة (الطبعة الألمانية). و كانت هذه النسخة الأخيرة من أطلس مايور وهو أكبر وأكثر كتاب نشر في القرن السابع عشر. كما تم نشر المجلدات الأولى في 1662، وتم الانتهاء من المجلد الأخير في 1665، وعلى الرغم من أن جوان واصل إعادة صياغة العديد من مجلدات. كما بدأ العمل على 12 نسخة إسبانية، ولكنه انهى 10 مجلدات فقط.
ومع ذلك، فإن هذا الأطلس البالغ حجمه من 9 إلى 12 كان يفترض به أن يكون الجزء الأول فقط من عمل أكبر بكثير، وهذا يتضح من العنوان الكامل للأطلس: أطلس مايور، سيف كوزموغرافيا بلافيانا، كوا سولوم، سلوم، كولوم، أكوراتيسيم داكسبونتور (الأطلس الكبير أو كوزموغرافي بلاو، والذي يصف الأرض، والبحر، والسماء بدقة. أما الجزء الثاني (عن السواحل، والبحار، والمحيطات) ولم ينتج الجزء الثالث ( مع خرائط السماوات) أبدا.
في عام 1672، اندلع الحريق في مكان العمل. و توفي جوان بلاو في العام الذي بعده. ولم تنشر طبعات جديدة من أطلسه كما أفلست الأعمال العائلية في غضون بضع سنوات.